# Drăgănești, Sîngerei
Drăgănești este satul de reședință al comunei cu același nume  din raionul Sîngerei, Republica Moldova.

## Istorie
Statisticile din 1859 arată că în Drăgănești locuiau 570 de bărbați și 507 de femei. În 1886 erau deja 954 de locuitori și 146 de gospodării și o prăvălie.
La începutul sec. XX, Drăgănești făceau parte din volostea Pepeni, și avea 182 case, cu o populație de 1374 de țărani români, 226 capete de vite, 120 cai și 270 oi.
La recensământul din 1941 s-au atestat 2306 de locuitori și 536 de clădiri.

## Populație
Drăgănești, Sângerei - evoluția demografică

|  | Graficele sunt indisponibile din cauza unor probleme tehnice. Mai multe informații se găsesc la Phabricator și la wiki-ul MediaWiki. |

Date: Recensăminte sau birourile de statistică - grafică realizată de Wikipedia

## Personalități
Constantin H. Budeanu (n. 1915 – d. 1987) chimist, cercetător și profesor universitar, cunoscut pentru contribuțiile sale în chimia organică